# Dożynki

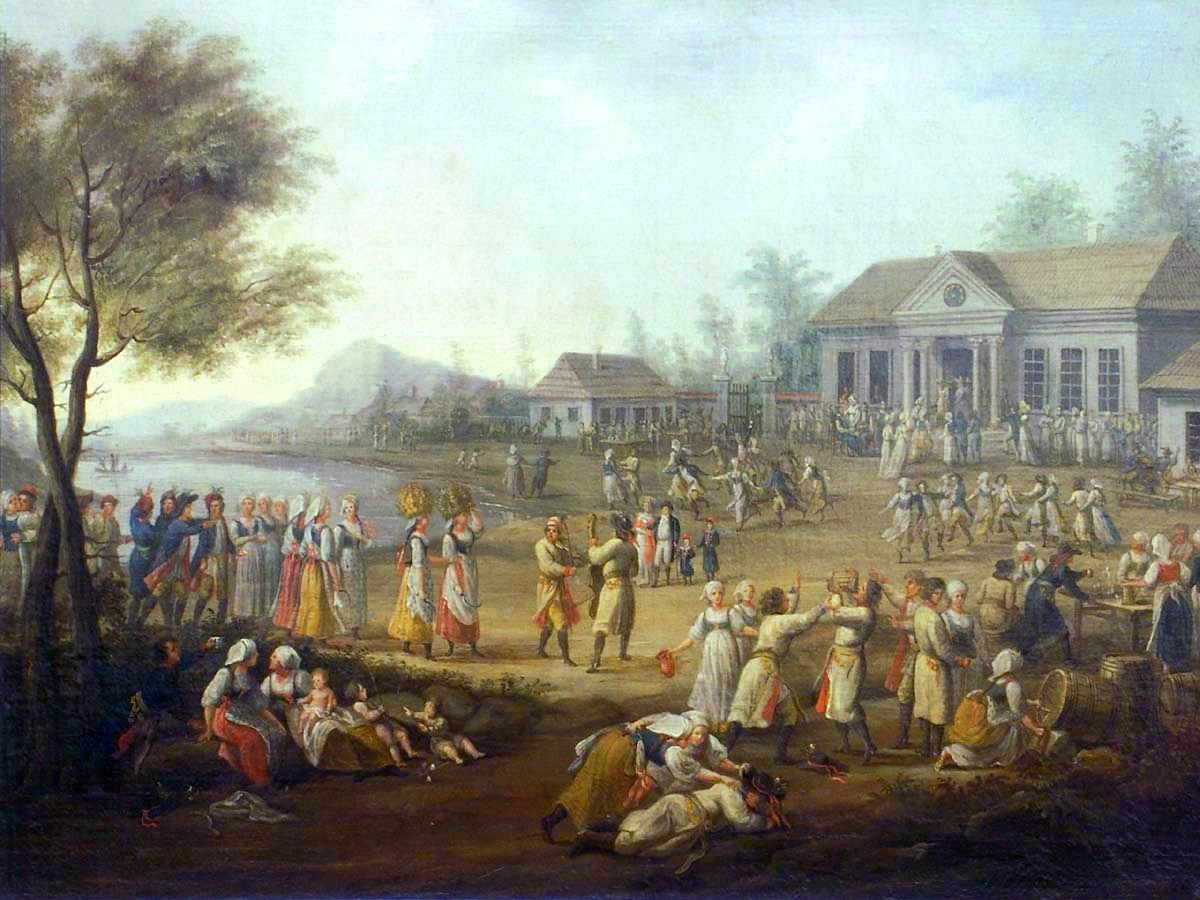
Michał Stachowicz, Dożynki, 1821

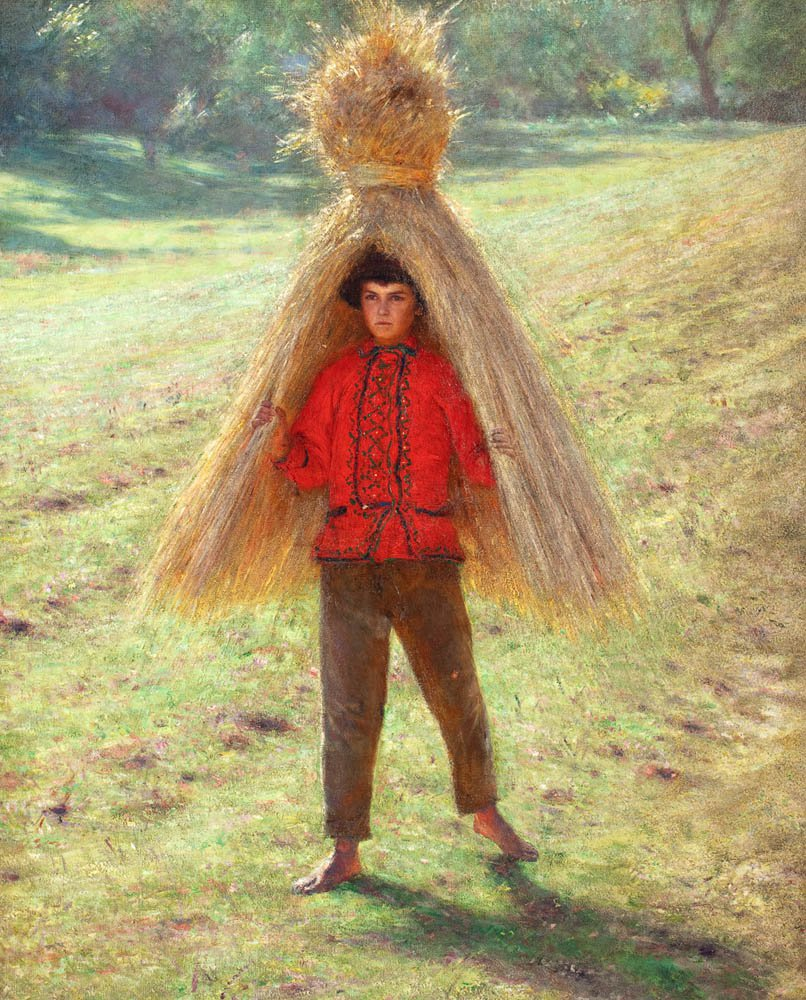
Aleksander Gierymski, Chłopiec niosący snop, 1895

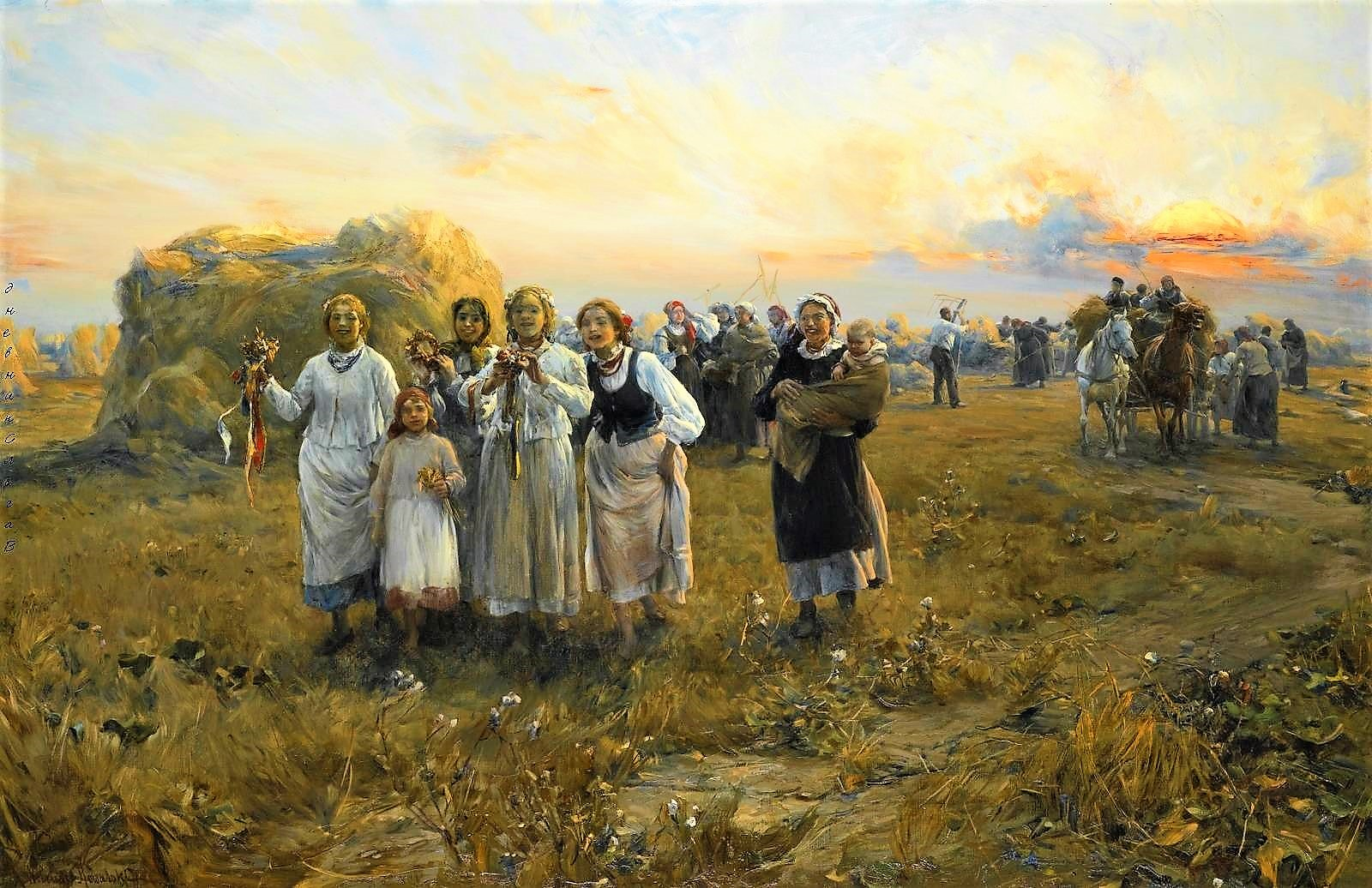
Alfred Kowalski, Dożynki, 1910

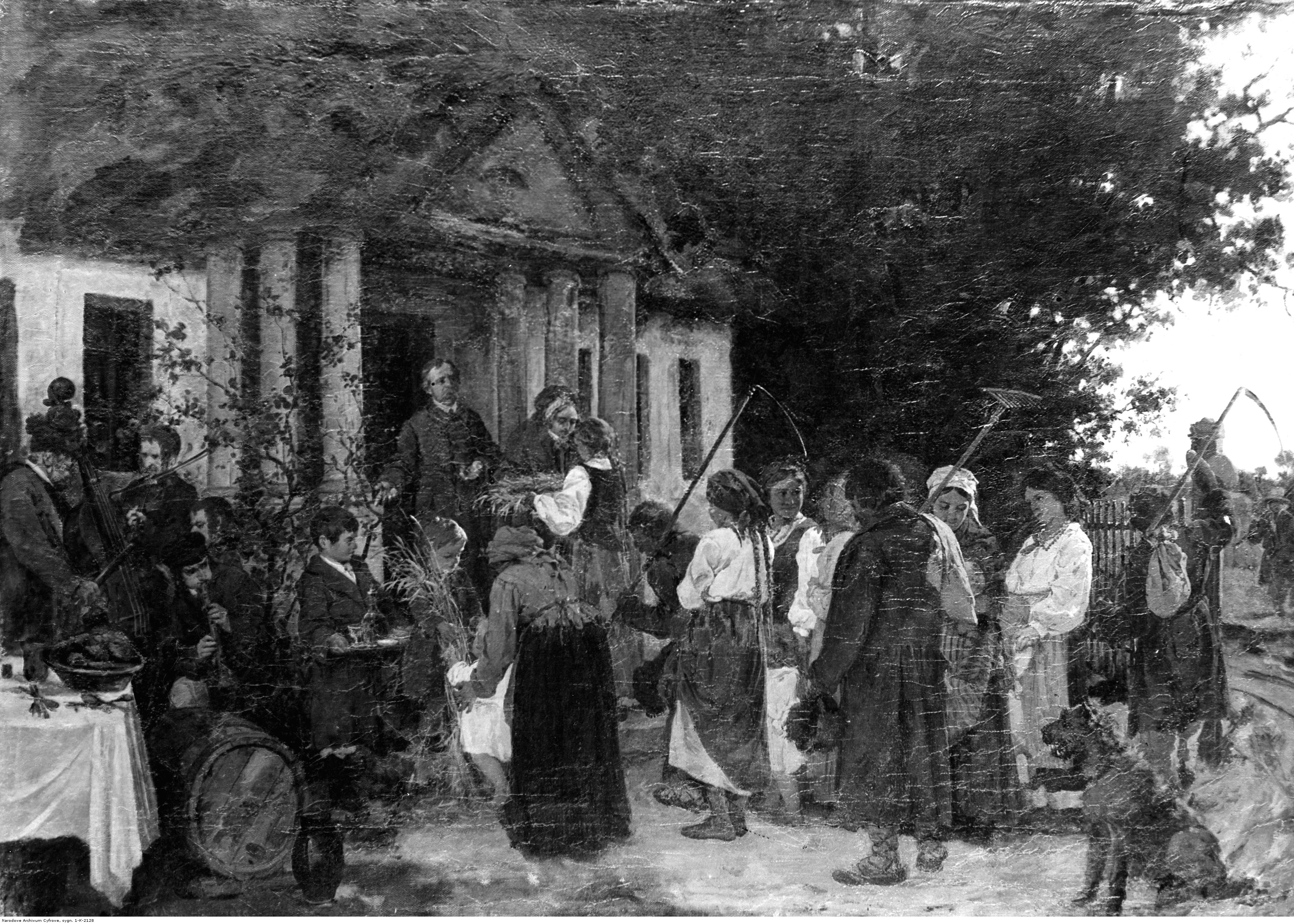
Kazimierz Alchimowicz, Dożynki

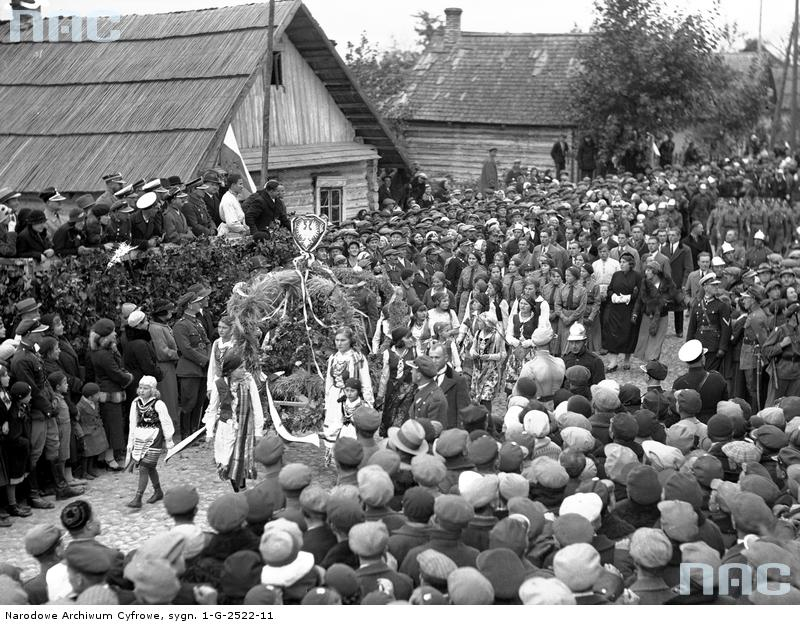
Dożynki w Głębokim (1934)

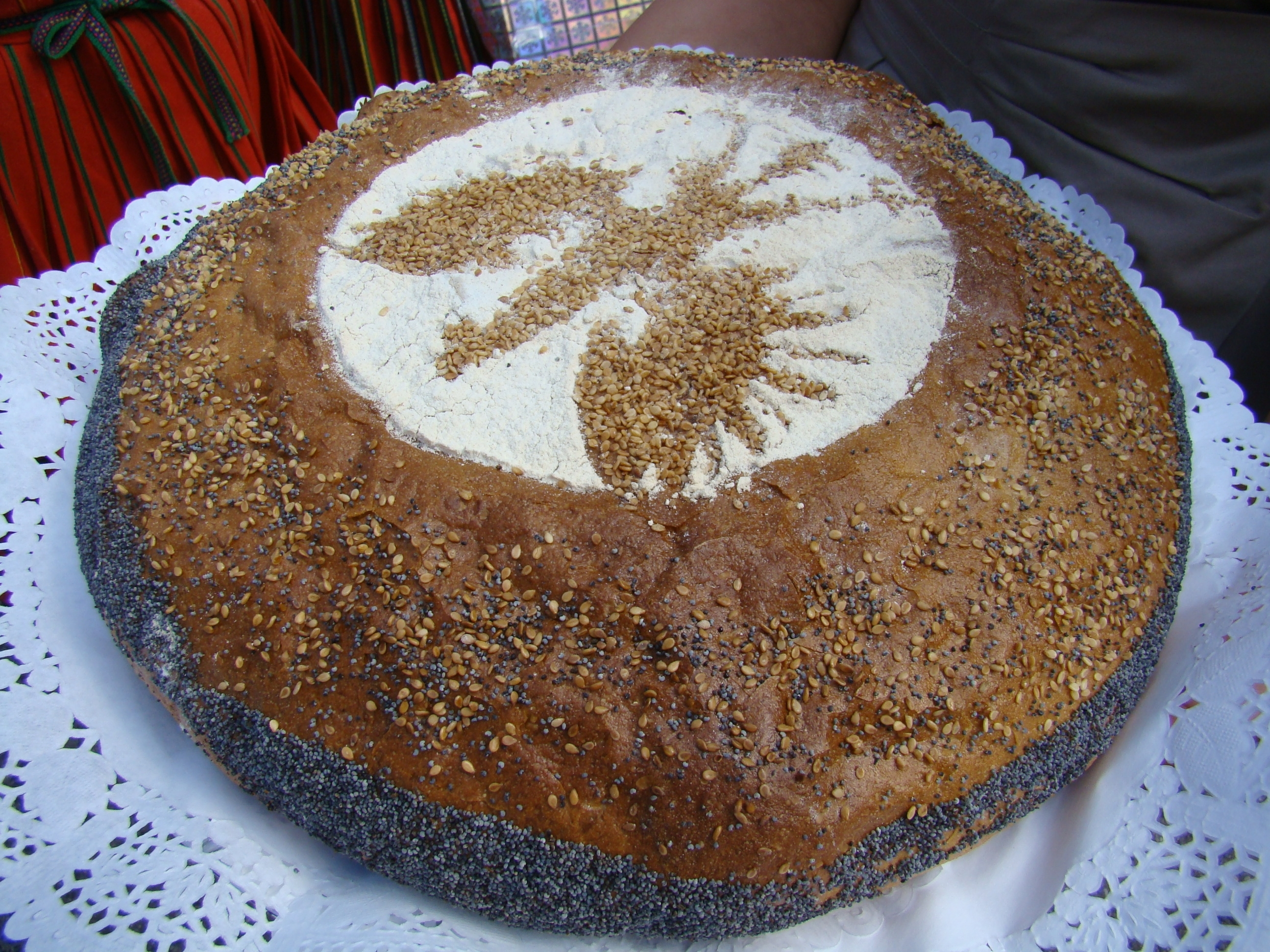
Chleb dożynkowy, wieś Brzeziny w Kaliskiem (2011)

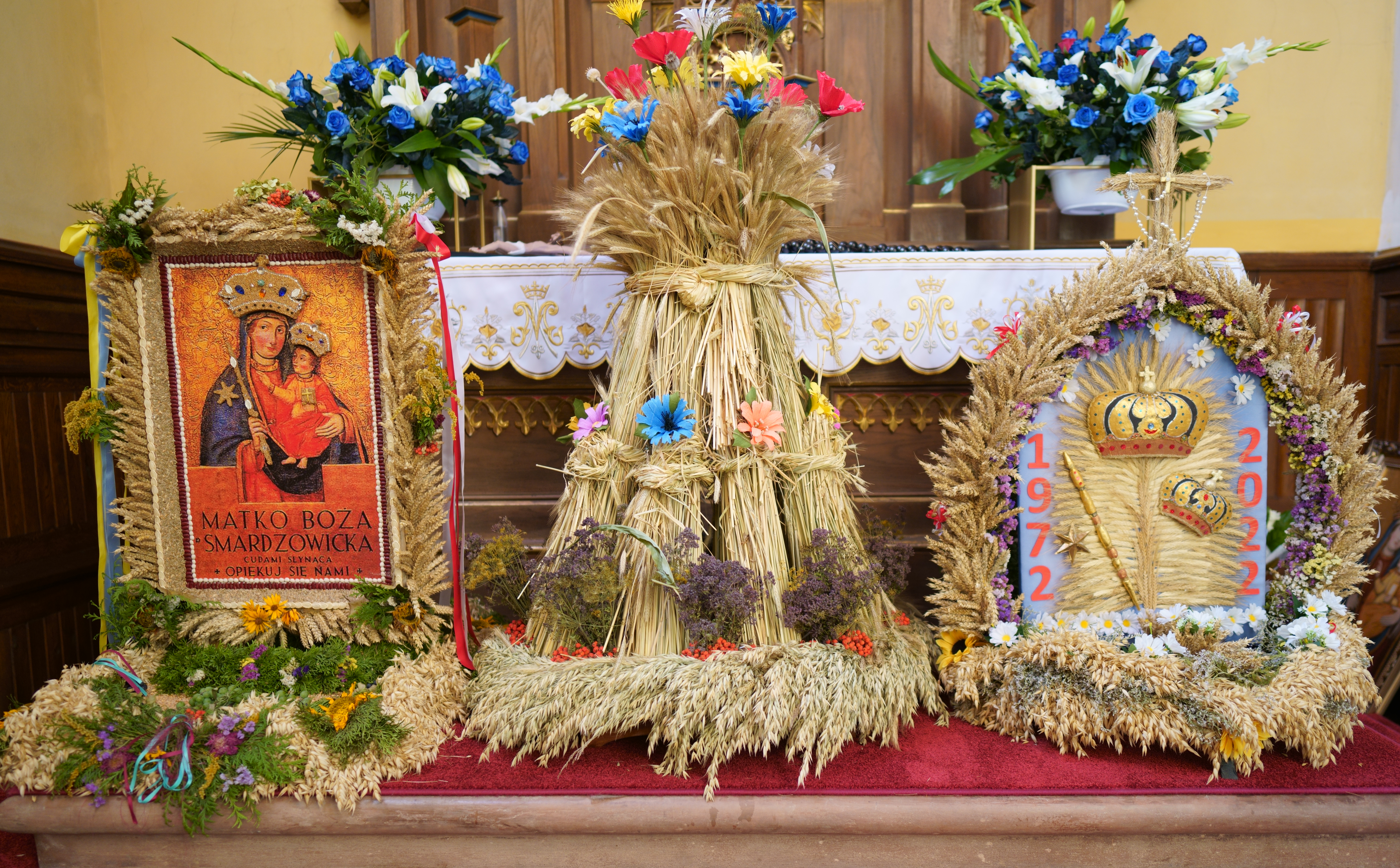
Wieńce w kościele w Smardzowicach 2022

Dożynki, Święto Plonów, Wieńce – ludowe święto połączone z obrzędami dziękczynnymi za ukończenie żniw i prac polowych. W czasach przedchrześcijańskich – etniczne święto słowiańskie, przypadające w okresie równonocy jesiennej (23 września). Współcześnie obchodzone zwykle w jedną z niedziel lub sobót sierpnia lub września po zakończeniu żniw.

## Dawne zwyczaje dożynkowe
Zwyczaj ten, praktykowany przez Słowian i plemiona bałtyckie, w różnych stronach Polski określany był jako wyżynki, obrzynki, wieniec, wieńcowe, okrężne. Na Śląsku opolskim nazywane żniwniok. Obrzęd dożynek prawdopodobnie związany był pierwotnie z kultem roślin i drzew, potem z pierwotnym rolnictwem. Wraz z rozwojem gospodarki folwarczno-dworskiej w XVI wieku dożynki zagościły na dworach majątków ziemskich. Urządzano je dla żniwiarzy (służby folwarcznej i pracowników najemnych) w nagrodę za wykonaną pracę przy żniwach i zebrane plony.
Obecnie dożynki są połączeniem dwóch staropolskich zwyczajów okrężnego oraz dożynek, które w przeszłości były osobnymi, blisko sąsiadującymi świętami. Zygmunt Gloger w Encyklopedii staropolskiej (1900–1903) pisał, że okrężne i dożynki są różnymi zwyczajami: Okrężne, biesiada rolnicza w jesieni po sprzątnięciu wszystkich zbiorów, czyli po „okrążeniu” pól, skąd i nazwa okrężnego powstała. Okrężne tem się różni od dożynków, że dożynki oznaczają dożęcie oziminy i przyniesienie wieńca gospodarzowi z pola do domu. Okrężne zaś jest zabytkiem uczt jesiennych, znanych w przeszłości wielu narodom, wyprawianych po sprzątnięciu z pola wszystkich plonów.
Tradycyjnie dożynki obchodzone były w pierwszy dzień jesieni. Święto poświęcone było tegorocznym zbiorom zbóż w czasie którego dziękowano bogom za plony i proszono o jeszcze lepsze w przyszłym roku.
Dożynkom towarzyszyły różne praktyki i do niedawna zachowane zwyczaje związane np. :
- wieniec – obchody dożynek rozpoczynały się wiciem wieńca, z pozostawionych na polu zbóż, z kiści czerwonej jarzębiny, orzechów, owoców, kwiatów i kolorowych wstążek. Wieńce dożynkowe miewały zwykle kształt wielkiej korony lub koła. W przeszłości umieszczano w nich także żywe (z czasem sztuczne) koguty, kaczęta lub małe gąski, bo miało to zapewniać piękny i zdrowy przychówek gospodarski. Wieniec dożynkowy nazywany bywał „plonem” bo też i uosabiał wszystkie zebrane plony oraz urodzaj. Niosła go na głowie lub wyciągniętych rękach najlepsza żniwiarka, czasami z pomocą parobków i innych żeńców. Za nią postępował orszak odświętnie ubranych żniwiarzy, niosących na ramionach przybrane kwiatami, wyczyszczone kosy i sierpy. Wieniec niesiono do poświęcenia do świątyni, a następnie ze śpiewem w uroczystym pochodzie, udawano się do dworu lub do domu gospodarza dożynek. Wieniec dożynkowy przechowywany był w stodole do kolejnego roku, do nowego siewu. Wykruszone z niego ziarna wsypywano do worków z ziarnem siewnym.
- ostatnia kępą – lub pasem niezżętego zboża, które po żniwach czas jakiś pozostawiano na pustym już polu dla ciągłości urodzaju. Pozostawione na polu kłosy zwano przepiórką (na Mazowszu i Podlasiu), perepełką (na kresach wschodnich), brodą (we wschodniej części Mazowsza), kozą (w Małopolsce), pępem lub pępkiem (w poznańskiem); zwano je także wiązką, wiązanką lub garstką. Ścinane były uroczyście przez najlepszego kośnika, po czym wręczane były najlepszym żniwiarkom do uplecenia wieńca.
- w czasie dożynek organizowano biesiady z poczęstunkiem i tańcami, dawniej poprzedzane rytualnymi obrzędami i modlitwami.
- u schyłku XIX wieku, wzorem dożynek dworskich, zaczęto urządzać dożynki chłopskie, gospodarskie. Bogaci gospodarze wyprawiali je dla swych domowników, rodziny, parobków i najemników. W okresie międzywojennym zaczęto organizować dożynki gminne, powiatowe i parafialne. Organizowały je lokalne samorządy i partie chłopskie, a przede wszystkim koła Stronnictwa Ludowego, Kółka Rolnicze, Kościół, często także i szkoła. Dożynki w tamtych czasach były manifestacją odrębności chłopskiej i dumy z przynależności do rolniczego stanu. Towarzyszyły im wystawy rolnicze, festyny i występy ludowych zespołów artystycznych[4].

W późniejszym okresie to największe tradycyjne święto okresu letnio-jesiennych zbiorów, urządzane było zawsze w niedzielę, jakiś czas po ukończeniu żniw. Polskie dożynki i niemieckie Erntedankfest urządzane były w tym samym czasie. Stanowiły one relikt dawnych zwyczajów o charakterze magicznym, mających zapewnić urodzaj na przyszły rok. Zakończenie żniw miało też swą uroczystą oprawę w świątyni. W każdym kościele parafialnym święcono obrzędowe pieczywo oraz wieńce dożynkowe wykonywane przez wytypowane wcześniej okoliczne wsie. Wieńce miały dość różnorodne kształty, zazwyczaj były zakończone w formie krzyży, hostii, kielichów i koron. Wieńce uświetniają ceremoniał święta planów w wielu częściach Europy m.in. w Polsce i Niemczech, niesione zawsze symbolicznemu gospodarzowi.

## PRL
Po II wojnie światowej gospodarzami dożynek byli zwykle przedstawiciele władz administracyjnych i różnych szczebli (od gminnych do centralnych) i miały charakter polityczny (wyrażały poparcie dla ówczesnej władzy i polityki rolnej). Zachowywano w nich jednak elementy tradycyjne: uroczyste pochody z wieńcami i pieśni; odbywały się na ogół w którąś z niedziel bliskich równonocy jesiennej. Towarzyszyły im także różne festyny ludowe. Gospodarzem dożynek centralnych (ogólnopolskich) zazwyczaj był I sekretarz partii komunistycznej, wraz z nim celebrował tę uroczystość przewodniczący Rady Państwa (do 1952 prezydent). Dożynki w czasach PRL były ważnym przedsięwzięciem propagandowym, mającym na celu podkreślenie siły tak zwanego „sojuszu robotniczo-chłopskiego”, ważnego elementu władzy komunistycznej.
Wykorzystywano je także do innych celów propagandowych: np. dożynki centralne obchodzone 11 września 1949 odbyły się na wrocławskim Psim Polu (przy nieistniejącej już ul. Dożynkowej) wzbogacone były inscenizacją historyczną nawiązującą do rzekomego wielkiego zwycięstwa średniowiecznego polskiego oręża nad Niemcami – bitwy na Psim Polu.

### Dożynki Centralne
- 15 września 1946 Opole
- 11 września 1949 odbyły się na wrocławskim Psim Polu
- 8 września 1968 Warszawa (na stadionie X-lecia), podczas których samospalenia dokonał Ryszard Siwiec
- 1971 Opole
- 1972 Bydgoszcz
- 1973 Białystok
- 8 września 1974 Poznań (na stadionie Warty)[10]
- 7 września 1975 Koszalin
- 12 września 1976 Płock
- 11 września 1977 Leszno
- 10 września 1978 Olsztyn (stadion OKS)
- 9 września 1979 Piotrków Trybunalski
- 14 września 1980 Zamość, ostatecznie wojewódzkie[11]
- 7 września 1986, Szamotuły
- wrzesień 1987 Wąbrzeźno

### Dożynki Centralne w literaturze
Tadeusz Konwicki w powieści Wniebowstąpienie opisuje Warszawę przed dożynkami.

## Przebieg współczesnych dożynek w Polsce

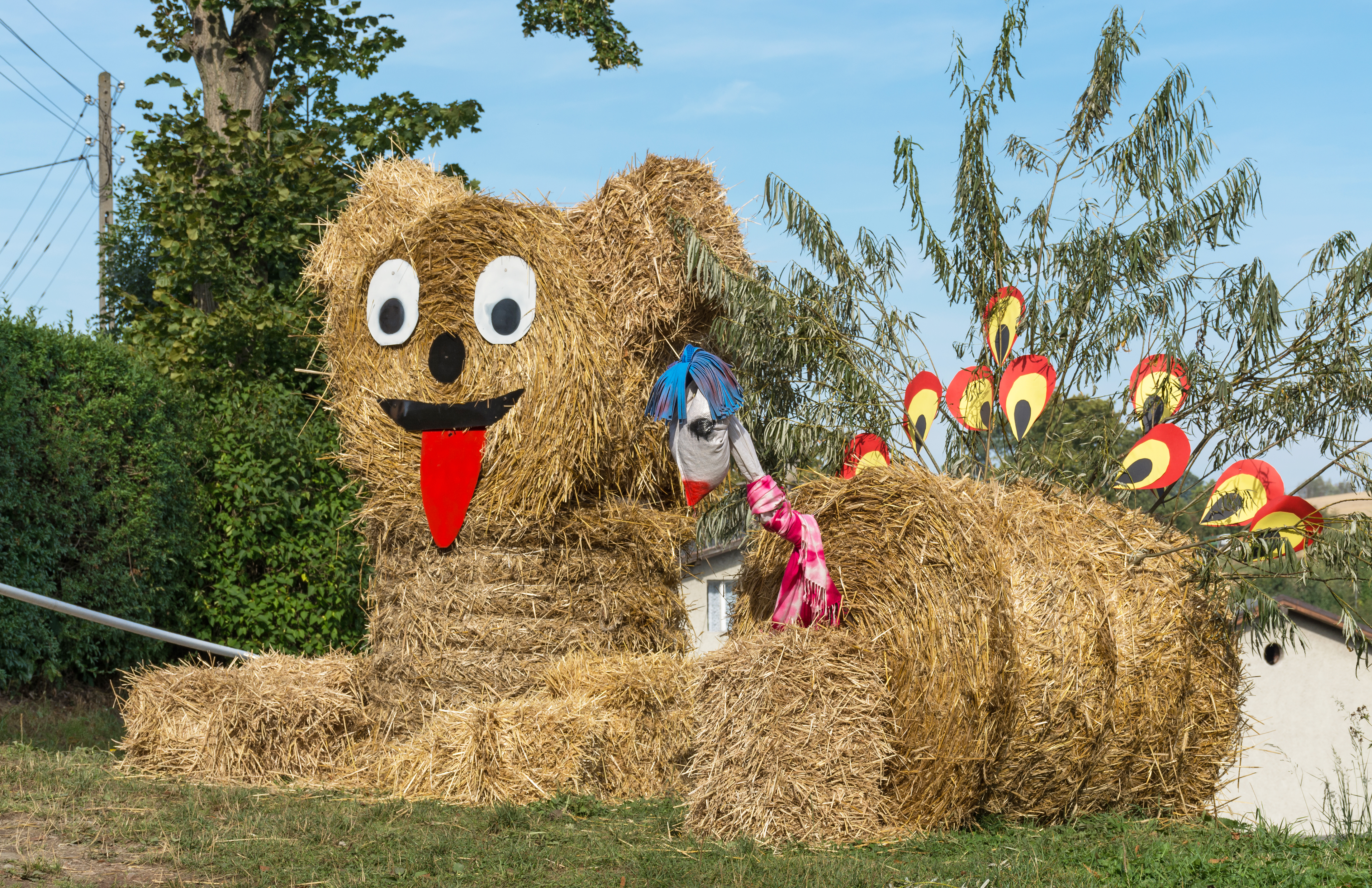
Współczesna dekoracja dożynkowa

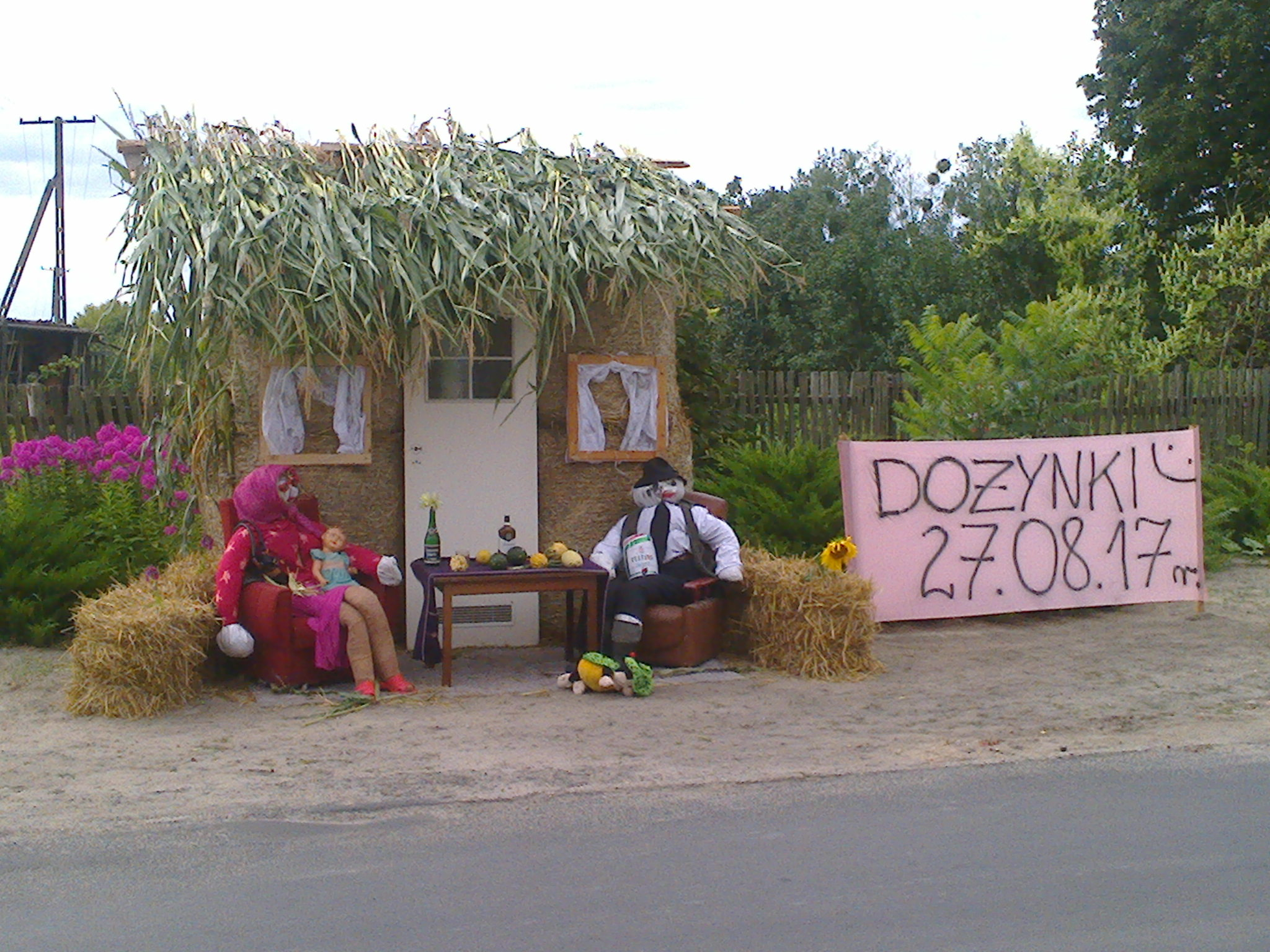
Ozdoby dożynkowe 2017 (Wielkopolska)

Dożynki zmieniając swój charakter w latach 80. XX wieku, pozostały świętem rolników o charakterze dziękczynnym (religijnym) i odbywają się na Jasnej Górze (odbywają się także Dożynki prezydenckie w Spale). Obecnie uroczystości dożynkowe mają zarówno charakter religijny, świecki jak i ludowy, powiązany z zabawą z okazji zakończenia zbiorów. W przypadku dożynek o charakterze religijnym podziękowania za plony składane są zwykle chrześcijańskiemu Bogu i Matce Bożej. Wyjątek stanowią obchody poświęcone etnicznym bogom słowiańskim, kultywowane przez neopogańskie mniejszości wyznaniowe, odwołujące się do wierzeń etnicznych Słowian.
Ceremoniom dożynkowym przewodniczą Starosta i Starościna dożynkowi. Najpierw wnoszone są wieńce dożynkowe wykonane z kłosów zbóż, owoców, warzyw, polnych kwiatów. Następnie Starosta i Starościna wręczają bochen chleba upieczonego z mąki pochodzącej z ostatnich zbiorów Gospodarzowi dożynek. Gospodarzem najczęściej jest kapłan, a w przypadku dożynek świeckich przedstawiciel lokalnej administracji państwowej bądź samorządowej. Następnie składane są symboliczne dary z najnowszych plonów, przetwory mięsne, owoce – często stanowią one wystawę osiągnięć lokalnych rolników. W przypadku kiedy uroczystość ma charakter religijny, odprawiany jest obrzęd liturgiczny. Dożynki kończy najczęściej festyn ludowy.
Zwyczajem stały się też ostatnio liczące wielu uczestników pielgrzymki chłopskie do miejsc kultu religijnego, zwłaszcza do sanktuariów maryjnych, a w tym do sanktuarium na Jasnej Górze w Częstochowie. Tu odbywają się największe i najbardziej uroczyście obchodzone uroczystości dożynkowe. Uczestniczą w nich tłumy pielgrzymów i delegacje rolnicze z całej Polski, w tradycyjnych strojach z darami z płodów ziemi, z wieńcami i chlebami upieczonymi z mąki pochodzącej z tegorocznych zbiorów.
Konkursy koron żniwnych odbywają się na Górnym Śląsku.
W Kościele ewangelickim obchodzone jest Dziękczynne Święto Żniw, wypadające w pierwszą niedzielę po dniu św. Michała (23 września).

## Erntedankfest
Podobnie jak w Polsce, w Niemczech i Szwajcarii uroczystość Dziękczynnego Święta Żniw (Erntedankfest)  ma również charakter ogólnokrajowy.

## Numizmatyka
W 2004 roku wyemitowano dwie monety okolicznościowe związane z dożynkami. Monety te miały nominały 2 zł i 20 zł (monetę o nominale 2 zł wyemitowano w nakładzie 850 000 sztuk, zaś monetę o nominale 20 zł wyemitowano w nakładzie 74 000 sztuk). Monety te wchodzą w skład serii monet Polski rok obrzędowy.